# 台中保險員分屍案
台中女保險員分屍案是2003年12月，發生於中華民國臺中縣龍井鄉（今臺中市龍井區）的殺人分屍事件，犯人為陳金火（47歲男性）與廣德強（29歲男性）。

## 過程
2003年12月7日，27歲的國泰人壽女性保險業務員施金池（1976年6月29日—2003年12月7日）
前往台中縣龍井鄉（今台中市龍井區）機車行，老闆陳金火對其心生淫念，於是和徒弟廣德強強姦施姓女保險員，事後再割頸殺死施姓女保險員。陳金火之後使用美工刀削去施女四肢皮肉，並分屍裝袋，丟到機車行水塔和化糞池內。
2003年12月12日，警方在機車行水塔內找到施女屍塊，陳金火被逮捕。四天後，警方逮捕廣德強，其因前往通訊行將女保險員的筆記型電腦拿去販售，隨後被通訊行老闆趙寅昌通報而被逮捕，廣德強坦承目睹陳金火殺人。

## 判決
2004年8月26日，臺灣臺中地方法院判陳金火和廣德強死刑。2005年1月25日，高等法院二審仍判處兩人死刑。2007年9月6日，最高法院判決陳金火和廣德強死刑定讞。
2012年12月21日，法務部批准執行陳金火、廣德強與戴德穎等六名死刑犯的槍決。廣德強一槍斃命。陳金火因為要進行器官捐贈，由法醫點滴麻醉後，再由法警從右腦開一槍，腦死後緊急送往中國附醫摘除器官，由於醫學團體、醫學倫理及人權團體認為，死刑犯的器官捐贈是虐待、是酷刑，法務部為了避免引起爭議，不論死刑犯是否自願器捐，監所已不再進行器官捐贈調查，就算死囚先前表明自願器捐，法務部原則上也不會配合執行，所以陳金火成為台灣最後一個完成器官捐贈的死刑犯。

## 相關案件

### 許瑞芬失蹤
1991年3月1日，東海大學社會系夜間部學生許瑞芬前往陳金火的機車行後就失蹤。當年承辦的員警認為陳金火涉有重嫌，但陳金火堅持與他無關，因證據不足無法突破，隨著陳的槍決伏法，許女的失蹤也成為懸案。

### 食用人肉
廣德強在施姓女保險員命案中曾自爆烹煮屍肉給陳金火食用，但最高法院因證據不足而無法納入量刑，但陳金火在審理初期因此供詞而被台灣媒體冠上「台灣食人魔」的稱號。

### 通訊行老闆
當時收購女保險員筆電成為關鍵證人的通訊行老闆趙寅昌，竟在不到一年內的時間因為婚外情糾紛慘遭殺害。